# Wapen van Breda

Het wapen van de gemeente Breda

Het wapen van Breda is op 16 juli 1817 bij Koninklijk Besluit aan de stad Breda toegekend. Het daadwerkelijke wapen (het wapenschild) toont drie Sint Andrieskruisen. De stads- en dorpswapens van Bergen op Zoom, Klundert, Zevenbergen, Willemstad en Dinteloord zijn alle afgeleiden van het Wapen van Breda. Hiernaast toont het wapen een gedeeltelijke overeenkomst met de wapens van Amsterdam en Deurne, met welke plaatsen echter geen historische band bestaat.

## Geschiedenis
Het wapen van de stad is afkomstig van het adellijke geslacht van de heren van Breda en Schoten (niet de latere Nassau’s). Een eerste zegel met de drie Andreaskruisen stamt uit 1203 en is van Godfried van Schoten, Heer van Breda. Op zegels uit het begin, Breda verkreeg in 1252 stadsrechten, verschijnt het schild nog wel op verschillende manieren. De kleuren zijn vanaf het eerste bekende wapen uit 1254 altijd een rood schild met zilveren kruisen, staande 2 en 1. Op het oudste bekende stadszegel staat het schild nog voor een burcht, daar waar deze nu juist boven de burcht staat. Op een tegenzegel uit dezelfde periode staat een leeuw tussen de kruizen in, dit is vrijwel zeker de leeuw van Brabant. Op het grootzegel staat het wapenschild boven de burcht, het geheel tussen twee leeuwen en een engel achter het schild, precies zoals het hedendaagse wapen.
Ook de schildhouders zijn in de loop van de tijd verschillend geweest. Zo is het verschenen tussen een wildeman en –vrouw in, met en zonder engel, soms alleen met een engel, met twee leeuwen en de engel is ook wel vervangen door een vijfbladige kroon. Op de officiële bodebus uit 1699 staat het wapen gedekt door een vijfbladige kroon en gehouden door een wilde man en –vrouw. De vorm van de engel wil ook nog weleens wisselen. Over het algemeen wordt deze afgebeeld met de vleugels horizontaal gespreid. Er zijn afbeeldingen van het wapen met een engel met gebogen vleugels beide naar heraldisch links (voor de kijker naar rechts) gewend. De engel zelf staat ook iets gedraaid achter het schild.
Het wapen is in 1990 door de gemeente licht aangepast, op basis van de tekening uit 1817, zodat de tekening en de beschrijving meer met elkaar overeen zouden komen. De tekening bleef vrijwel gelijk zodat paspoorten en dergelijke niet aangepast hoefden te worden. Dit heeft voor allerlei juridische problemen gezorgd. Ondanks dat kreeg de gemeente haar zin.

## Blazoen

Wapen van 1817

Op 16 juli 1817 kreeg de stad Breda het wapen met het volgende blazoen bij koninklijk besluit toegekend:
Van keel beladen met 3 St.Andrieskruizen van zilver, staande 2 en 1. Het schild gedekt door een engel en vastgehouden door een klimmende leeuw van goud, rustende het schild op eene burg in zijne natuurlijke kleuren.
Omdat de gemeente deze beschrijving in 1990 te summier vond werd besloten om de tekening uit 1817 te gebruiken als basis voor een nieuwe beschrijving. Deze nieuwe beschrijving en aangepast wapen werden op 25 november 1991 bij Koninklijk Besluit toegekend aan de gemeente Breda. Het blazoen luidt sindsdien:
In keel drie schuinkruisjes van zilver. Het schild van achter gehouden door een engel van natuurlijke kleur en van terzijde door twee leeuwen van goud, getongd en genageld van keel; het geheel rustende op een geopende stenen burcht van keel, met voegen van zilver en daken en torenhelmen van azuur.
Keel is in de heraldiek rood en azuur is blauw. Waar de engel vandaan komt is niet bekend, mogelijk dat deze symbool staat voor hemelse bescherming van de stad. De leeuwen kunnen afgeleid zijn van de leeuw van Brabant, maar ook van de leeuwen van Nassau. Geen van de twee is met zekerheid te zeggen.
De burcht staat voor stedelijke weerbaarheid van de Heren van Breda, maar mogelijk ook voor de macht van de stad.De kruizen staan vermoedelijk voor rechtszekerheid, zowel de Heren van Breda als de stad Breda mocht recht spreken, de stad mocht dit doen sinds deze stadsrechten had verkregen.

## Overeenkomstige wapens
De volgende wapens hebben overeenkomsten met het wapen van Breda.

Het wapen van het bisdom Breda
Het wapen van Nieuw-Ginneken
Het dorpswapen van Bavel
Het dorpswapen van Ulvenhout
Het dorpswapen van Galder
Het wapen van Bergen op Zoom
Het wapen van Willemstad
Het wapen van Schoten
Het wapen van Brasschaat

## Dorpswapens
Door de gemeente Nieuw-Ginneken waren in december 1996, vlak voor de fusie met Breda, de wapens van Bavel en Ulvenhout als dorpswapen vastgesteld. Hetzelfde was door de gemeente Teteringen gedaan voor het eigen wapen. 
Op 22 december 2011 heeft de gemeenteraad de dorpswapens vastgesteld voor de plaatsen Ginneken, Princenhage en Prinsenbeek. Dit ging echter niet zonder slag of stoot: gemeente Breda wilde de kroon van het wapen van Prinsenbeek verwijderen. Dit leidde tot hevige protesten door de inwoners van die plaats en met name door de plaatselijke heemkundekring. Uiteindelijk is de kroon behouden gebleven. Ginneken kreeg het wapen van de voormalige gemeente Nieuw-Ginneken als dorpswapen.
Een bijkomstigheid is dat de dorpen Bavel en Ulvenhout bij de gemeentelijke herindeling van 1997 deels in Breda en deels in de gemeente Alphen-Chaam zijn komen te liggen. Laatstgenoemde gemeente heeft de dorpswapens die aanvankelijk door Nieuw-Ginneken en later door Breda voor deze dorpen waren vastgesteld, bevestigd.

Wapen van Bavel
Wapen van Ginneken
Wapen van Princenhage
Wapen van Prinsenbeek
Het dorpswapen van Strijbeek
Wapen van Teteringen
Wapen van Ulvenhout